# Насамоны
Насамоны (греч. Νασαμω̃νες, лат. Nasamones) — название, данное античными авторами группе кочевых древнеливийских племён, известны античному миру со средины 1-го тыс. до н. э. по начало 1-го тыс. н. э. Обитали в центральных и западных областях Древней Ливии — восток Сиртики (Триполитании), юг Киренаики и Мармарики. К насамонам относилось племя авгилов.:644, 724
В конце римского периода этноним «насамоны» не встречается в известных источниках. Ряд исследователей считает потомками их племени современных берберов (в частности туарегов).

## Область расселения
Область расселения насамонов иногда упоминается как «Насамония». Племя обитало (кочевало) от побережья залива Большой Сирт (в восточной Сиртике и южной Киренаике), до внутренних областей Мармарики, лежащих глубоко в Ливийской пустыне, доходя на восточных границах своего расселения до оазиса Аммоний. Также в сферу их влияния входил оазис Авгила (местность Авгилия — кочевья насамонского племени авгилов).

## Верования и обычаи
Верования насамонов были традиционными, с основным культом — поклонение духам предков. Погребальные обряды отличались от прочих ливийцев (хоронили умерших сидя), а брачные обычаи содержали элементы оргии. Некоторые особенности обычаев и нравов племени описал Геродот::172, 186, 190
Общие:
- «[…] они приносят клятвы, упоминая самых справедливых и доблестных мужей древности, и при этом возлагают руки на их могилы.»
- «Для гадания они также приходят к могилам предков и, помолившись, ложатся спать на могиле. И всякому сновидению гадающий верит.»
- «Дружеские же союзы они заключают так: один дает пить другому из [своей] руки, и сам пьет из его руки. Если под руками нет никакой жидкости, то берут с земли щепотку пыли и лижут её.»

Бытовые:
- «Питаются они мясом и пьют молоко. Коровьего мяса они, впрочем, не едят по той же самой причине, как и египтяне. Свиней они тоже не разводят.» (про всех ливийцев)
- «[…] ловят саранчу, сушат её на солнце, размалывают и затем всыпают в молоко и [в таком виде] пьют.»
- «Хижины их построены из асфоделиевых стеблей и переплетенных тростником циновок, и их можно переносить [с места на место].»

Брачные:
- «У каждого насамона обычно много жён, которые являются общими.»
- «Сходятся же они с женщинами приблизительно так, как массагеты: ставят палку перед дверью и затем совокупляются с женщиной.»
- «Когда насамон женится в первый раз, то, по обычаю, молодая женщина должна в первую же ночь по очереди совокупляться со всеми гостями на свадьбе. Каждый гость, с которым она сходится, даёт ей подарок, принесённый с собой из дома.»

Погребальные:
- «[…] хоронят покойников в сидячем положении. Когда умирающий испускает дух, они наблюдают, чтобы он умирал сидя, а не лёжа на спине.» (обычай, в отличие от прочих ливийцев, имевший место только у насамонов)

## Хозяйственная деятельность
Насамоны занимались скотоводством (но не употребляли говядину и не разводили свиней):186, и по сообщениям Геродота, сезонно кочевали — летом они оставляли свой скот на морском побережье (берега залива Большой Сирт в Киренаике и Сиртике) и уходили на сбор фиников вглубь страны.:172 С древнейших времён у них остались в хозяйстве элементы охоты и собирательства, также, вероятно, они участвовали в заготовке и экспортной торговле важнейшим продуктом региона — сильфием (до I в., когда это растение исчезло).